# چشمه نیگی
چشمه نیگی، واقع در شهرستان نی‌ریز در استان فارس است.
این چشمه در نزدیکی تنگ لی‌حنا در مسیر نی‌ریز - استهبان و در منطقه‌ای صعب‌العبور قرار دارد. فاصله چشمه تا شهر نی‌ریز حدود ۲۰ کیلومتر است و در شمال شهر قرار گرفته‌است. این چشمه به‌خاطر شرایط ویژه مکانی‌اش منطقه گردشگری بسیار بکری به‌شمار می‌رود.